# Quernheim (Adelsgeschlecht)

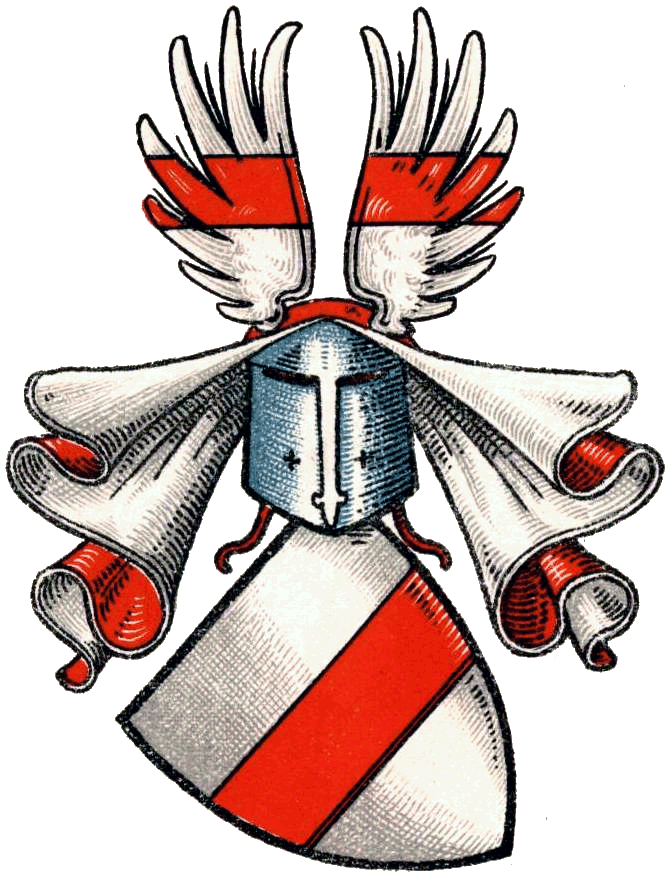
Wappen derer von Quernheim im Wappenbuch des Westfälischen Adels

Quernheim (auch Quernheimb, Querheim, Querne, Kwerne o. ä.) ist der Name eines erloschenen westfälisch-preußisches Adelsgeschlechts.

## Geschichte
Das Geschlecht hatte sein Stammsitz Quernheim bei Herford. Wahrscheinlich waren es die Herren von Quernheim, damals Ministerialen der Reichsabtei Herford, die das Kloster Quernheim, ein Augustinerinnenkloster in Quernheim, um 1147 auf Eigenbesitz gründeten. Urkundlich erscheint die Familie erstmals 1217 mit Florens von Quernheim. Die fortlaufende Stammreihe beginnt mit Adrian Quernheimb, der in der zweiten Hälfte des 14. Jahrhunderts lebte. Der Stammsitz kam später an die Herzöge von Holstein.
Die Familie zählte im Königreich Hannover durch den Besitz der Güter Harenberg im Osnabrückschen und Geversdorf im Bremischen zum ritterschaftlichen Adel. Auch war sie in Westfalen und später in Schlesien ansässig (siehe unten). Im 16. Jahrhundert war die Familie auch im Baltikum vertreten. Ritter Helmold von Quernheim wurde vom Ordensmeister Johann Freitag von Loringhoven (1483–1494) mit dem Hof und den Gütern zu Korküll in Livland belehnt. Helmolds Sohn verkaufte die Güter um 1543 wieder. Johann von Quernheim, der bereits 1514 urkundlich vorkommt und mit Elisabeth von Münchhausen verheiratet war, besaß 1530 Paddagas.
Hilmar von Quernheim erhielt 1579 den Böhmischen Adelsstand verliehen.
Die letzte, den Freiherrentitel führende Linie der Familie in Niederschlesien starb 1856 mit dem Tod des unvermählten Georg Ludwig von Quernheim (* 10. August 1786; † 19. August 1856 in Breslau), Sohn des Friedrich Wilhelm von Quernheim, Herr auf Ober-Behme in der Grafschaft Ravensberg, aus dessen Ehe mit Luise von dem Bussche-Ippenburg und Enkel des mit Charlotte von Ripperda aus dem Hause Ellerburg verheirateten Hilmar Erich von Quernheim, im Mannesstamm in Schlesien aus. Georg von Quernheim war Besitzer des Ritterguts Ober-Wiesenthal, Kreis Löwenberg, und lebte als königlich-preußischer Hauptmann a. D. in Berlin. Eine jüngere Schwester, Charlotte von Quernheim (* 11. Juni 1788 auf Gut Ober-Behme; † 5. August 1878 in Oels, Niederschlesien), war ab 1812 mit dem königlich-preußischen Generalmajor a. D. Carl von Carnap (1790–1869) verheiratet. Ihrem Sohn, dem königlich-preußischen Generalleutnant z. D. Georg von Carnap-Quernheimb (1826–1910), wurde am 10. April 1865 in Berlin als damaliger Hauptmann die preußische Namen- und Wappenvereinigung mit denen der von Quernheimb gestattet.
Die Niedersächsische Linie im Osnabrückschen existierte nur wenig länger. Die Linie zu Harenberg (früher Horneburg) im Amt Vörden verarmte zusehends, so dass das Gut Harenburg 1860 in Konkurs ging. Der Letzte der Linie, Friedrich von Quernheim, lebte daraufhin noch eine Zeit lang bei dem damaligen Pastor in Vörden, einem früheren Mitschüler, in dürftigsten Verhältnissen. Seine einzige Tochter Mathilde von Quernheim heiratete den Zimmermann J. G. Wobke zu Klein-Bersen im Hümmling. Friedrich starb am 13. Dezember 1873, seine Witwe Josephine von Ascheberg am 16. Oktober 1883.
Neben Quernheim (urkundlich 1226), Harenburg (1556–1860), Geverstorf (1777–1791) sowie Ober- und Nieder-Behme (1700–1810) hatte die Familie weiteren Besitz in Westfalen (Haus Beck (1490–1605), Bordewisch (1770–1794), Enger (1710), Lübbere bei Herford, Mennighüffen (1550), Nienburg (1700), Oldinghausen (1770), Ottenhausen (1665–1678), Reineberg (1557–1572), Schierholz (1694) und Wasserschloss Ulenburg (1540–1559)) sowie in Bodenheim bei Mainz (1694), Langendernbach (Hofhaus), Werle (1655–1717) und in Schlesien (Esdorf (1841), Groß- und Klein-Breesen im Kreis Trebnitz, Ober-Wiesenthal im Landkreis Löwenberg).

## Stammfolge
Die Stammfolge in Schlesien stellt sich wie folgt dar:
- Gerhard von Quernheim auf Ober- und Nieder-Behme ⚭ Jutta von Rheden
  - Gerd Anton Friedrich von Quernheim auf Nieder-Behme ⚭ Agnes von Frydag zu Estorf
    - Friedrich Ernst von Quernheim auf Nieder-Behme ⚭ Ottilia von Kerssenbrock
      - Philipp Ernst von Quernheim auf Nieder-Behme ⚭ Margaretha Clara von der Recke
        - Hilmar Erich von Quernheim auf Ober-Behme ⚭ Agnes Charlotte von Ripperda
          - Friedrich Ernst Georg Wilhelm von Quernheim auf Ober-Behme ⚭ Louise Dorothea Wilhelmine von dem Bussche-Ippenburg
            - Georg Ludwig August von Quernheim (1786–1856) auf Ober-Wiesenthal, Leonhardwitz, Esdorf, Groß- und Klein-Breesen, Letzter im Mannesstamm in Schlesien
            - Pauline Sophie Charlotte von Quernheim (1788–1878) ⚭ 1812 Carl Friedrich Ernst Wilhelm von Carnap (1790–1869)

Die Stammfolge zu Harenburg im Osnabrückschen lautet:
- Johann von Quernheim, erscheint ab 1556 für die Harenburg auf den Landtagen, ⚭ Runeke von Lutten († 1603), erbte die Harenburg
  - Johann von Quernheim ⚭ 1605 Marie von Bar zu Barenaue
    - Johann von Quernheim ⚭ Catharina Margarethe von Ledebur, 1673 Witwe
      - Joseph Caspar Adolf von Quernheim (1673 bereits tot)
      - Hermann Caspar von Quernheim ⚭ Helene Mathilde von Langen zu Sögeln
        - Engelbert von Quernheim, bat 1696 um Berufung zum Landtag, ⚭ Julia Sophie von Sternthal
          - Ferdinand Wilhelm von Quernheim († 24. März 1792), Oberst, Stadtkommandant von Münster, kurkölnischer Kammerherr, ⚭ Helene Wilhelmine von Bentinck
            - Felix von Quernheim ⚭ Mathilde von Morsey-Picard zu Krebsburg, 1817 Witwe
              - Friedrich von Quernheim († 1873), Letzter im Mannesstamm zu Harenburg, ⚭ Josephine von Ascheberg († 1883)
                - Mathilde von Quernheim ⚭ J. G. Wobke, Zimmermann

## Persönlichkeiten
- Anna von Quernheim (* vor 1520, † 1590), Liederdichterin
- Hilmar von Quernheim (* ~1508, † 1581), Errichter des Wasserschlosses Ulenburg, Bruder der Anna von Quernheim
- Friedrich Ferdinand von Quernheim (* 6. Oktober 1729, † 3. September 1800), kurhannoverscher Generalleutnant

## Wappen
Das Wappen zeigt in Silber einen roten Balken. Auf dem Helm mit rot-silbernen Decken ein offener, wie der Schild belegter Flug.
Das Wappen stimmt mit dem des Stifts Herford überein. Auch findet es sich in dem Wappen von Kirchlengern wieder. Die Familie ist wappen- und wahrscheinlich auch stammesverwandt mit den Gogreve und den von Manteuffel, die sich in älterer Zeit auch Manteuffel genannt Querne nannten.
Die Herren von Carnap-Quernheimb führten das Quernheimsche Wappen als Herzschild des vereinigten Wappens.

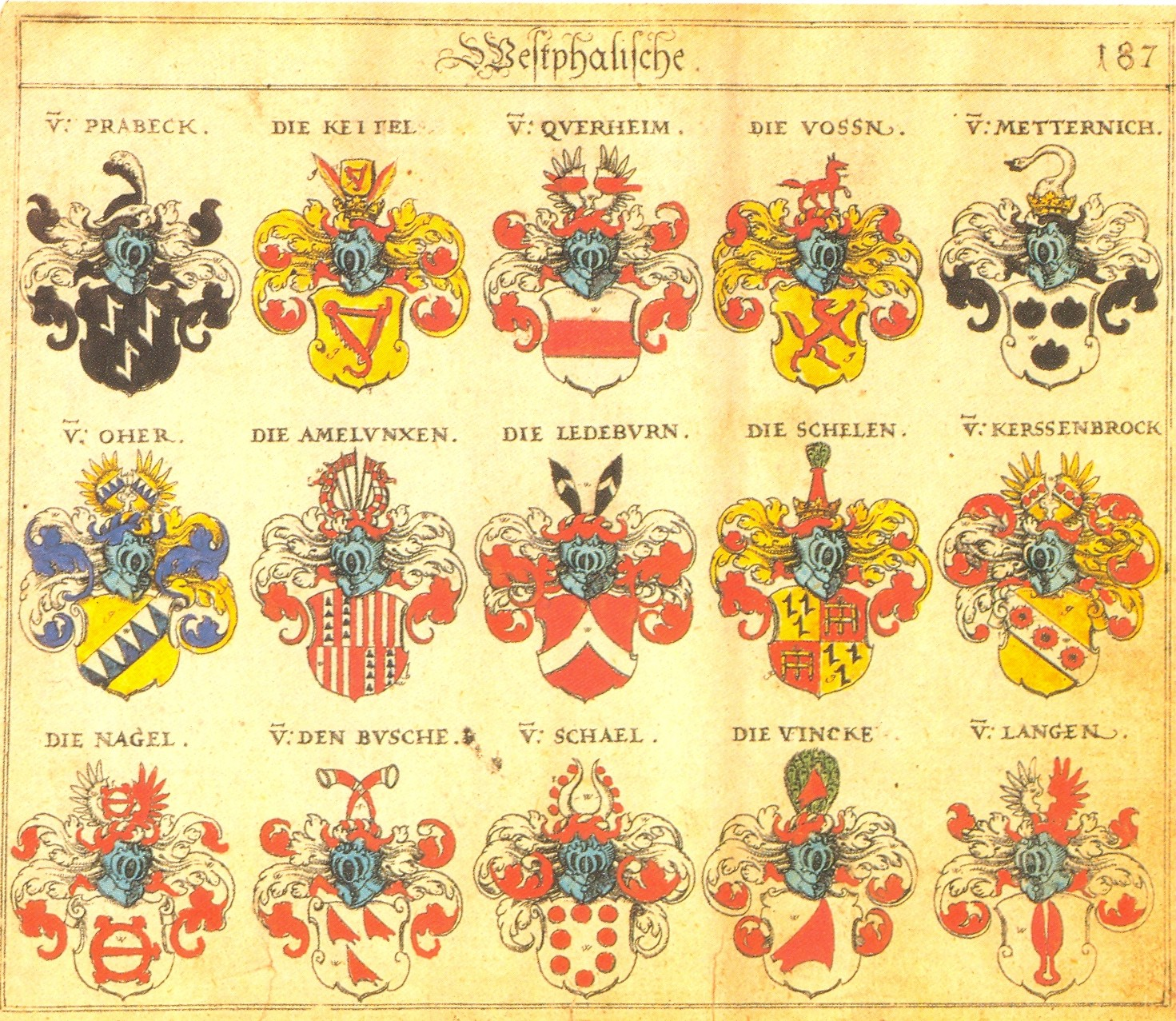
Wappen derer von Quernheim in Siebmachers Wappenbuch von 1605
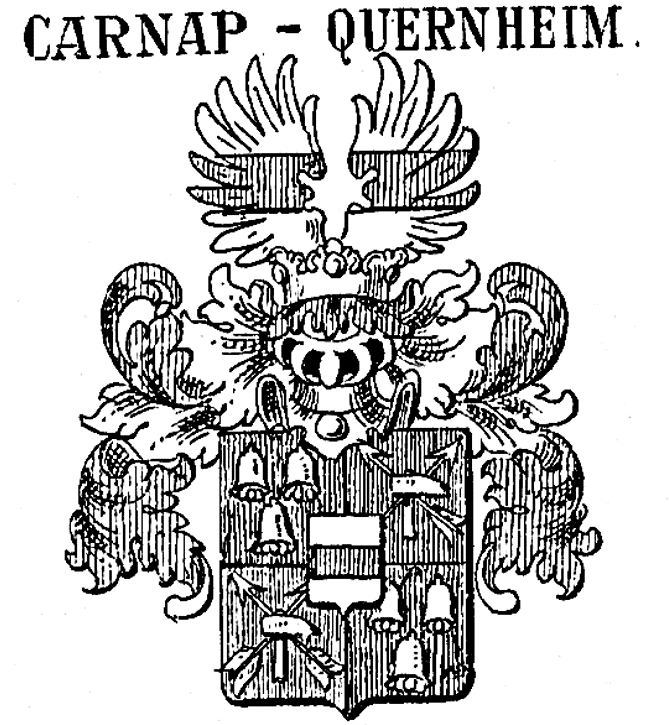
Vereinigtes Wappen derer von Carnap-Quernheim von 1864
Wappen des Stifts Herford
Wappen der Gemeinde Kirchlengern
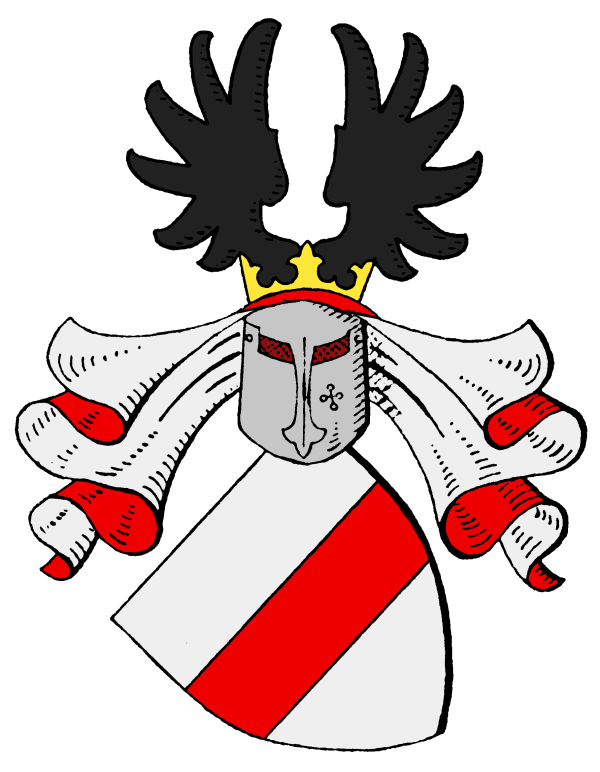
Wappen derer von Manteuffel
Wappen derer von Gogreve